# Avram Steuerman-Rodion
Avram Steuerman-Rodion (n. Adolf Steuerman sau Steuermann, n. 30 noiembrie 1872, Iași, România – d. 19 septembrie 1918, Iași, România), cunoscut si doar ca Rodion, a fost un poet, scriitor, ziarist, sionist, jurnalist, medic si activist politic român. Acesta a fost un militant pentru emanciparea și asimilarea evreilor, fiind cunoscut și pentru poemele dure la adresa antisemitismului. Pentru o scurtă perioadă, acesta a fost propagandist pentru publicația Hovevei Zion. 
La începutul Primului Război Mondial, acesta scria zilnic pentru ziarul Seara articole ce criticau alianța României cu Puterile Antantei. O dată cu intrarea României în război, Steuerman-Rodion a ajuns pe câmpul de luptă. S-a sinucis în timpul demobilizării, din cauza depresiei clinice. 
Avram Steuerman-Rodion este considerat un contribuitor obscur al literaturii române, dar care supraviețuiește cultural deoarece a dat o voce poetică ideii de integrare a evreilor.